# Protepicorsia flavidalis
Protepicorsia flavidalis là một loài bướm đêm trong họ Crambidae.